# Avicennia marina
L'avicennia marina (Avicennia marina (Forssk.) Vierh., 1907) è una mangrovia della famiglia delle  Acanthaceae.

## Distribuzione e habitat
Avicennia marina è diffusa dalla  costa orientale dell'Africa (dal Mar Rosso al Sudafrica, includendo Zanzibar e il Madagascar), le regioni aride della costa della penisola arabica, principalmente negli ambienti di sabkha negli Emirati Arabi Uniti, Qatar, Bahrain,  Oman,  Yemen, Arabia Saudita, Iran meridionale,  alle aree costiere del Pacifico occidentale (dal Giappone alla  Nuova Zelanda).
Come le altre mangrovie cresce nelle zone marine lungo gli estuari.